# Big Willi

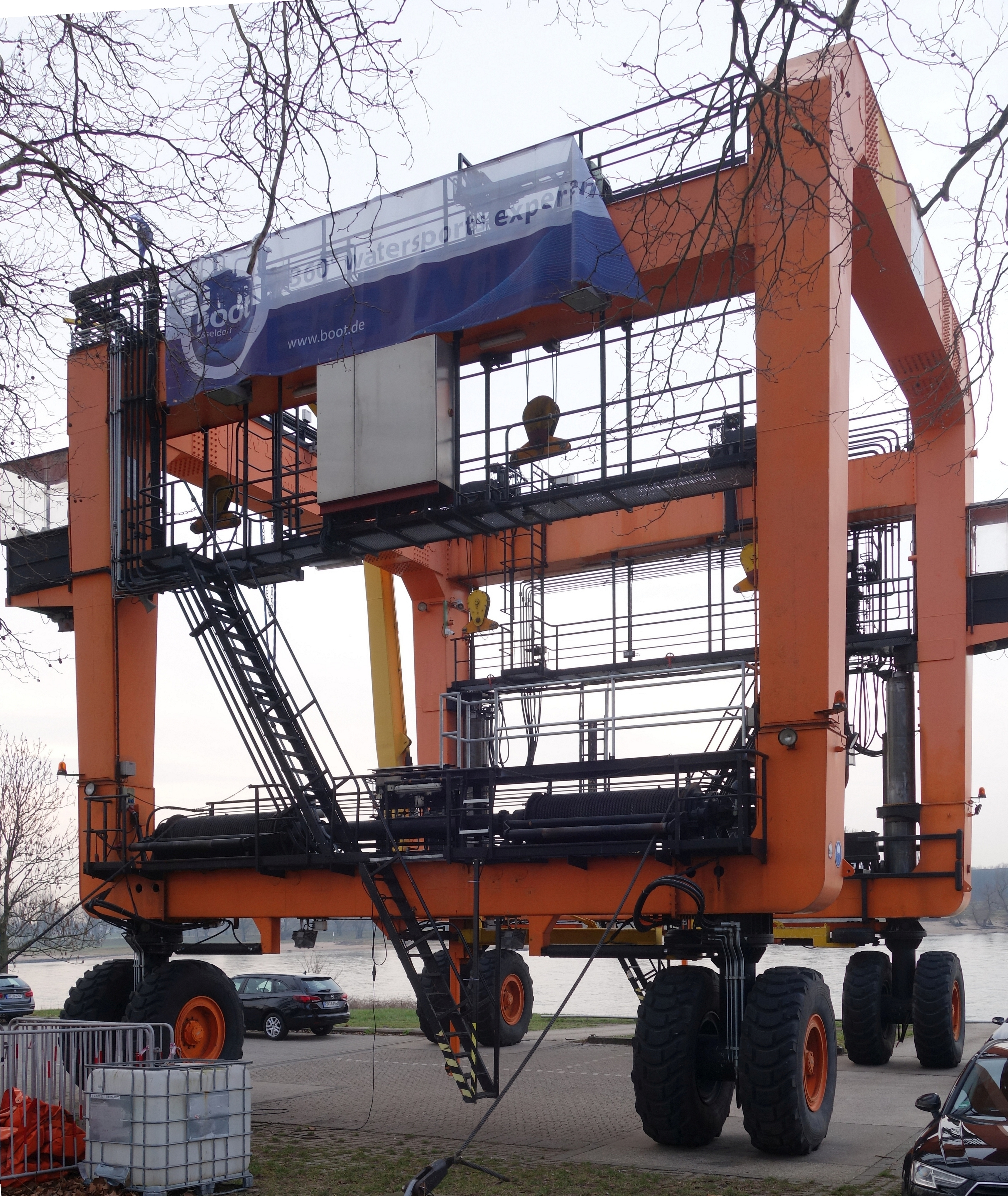
Big Willi am Rheinufer in Düsseldorf

Big Willi, benannt nach dem Sportfunktionär und Paten Willi Weyer, ist ein Travellift der Messe Düsseldorf, der für den Transport größerer Boote zwischen Rhein und den Messehallen für die Bootsmesse boot Düsseldorf verwendet wird.
Der 79 Tonnen schwere Kran wurde bis 1979 als Einzelanfertigung gebaut. Am 18. Dezember 1979 wurde er von der Messe Düsseldorf in Dienst gestellt. Mit einer Steigfähigkeit von 5 Prozent fährt er über eine spezielle Betonrampe in den Rhein, um Boote mittels Gurtbändern aus dem Rhein zu heben und auf einen Tieflader-LKW (und umgekehrt) zu transportieren. Die maximale Tragfähigkeit von Big Willi beträgt 100 Tonnen.